# فرانك فولر (رسام)
فرانك فولر (بالإنجليزية: Frank Fowler)‏ هو رسام أمريكي، ولد في 12 يوليو 1852 في بروكلين في الولايات المتحدة، وتوفي في 18 أغسطس 1910.